# 라브라
기독교 정교회와 다른 특정 동방 교회에서 라브라 또는 라우라(그리스어: Λαύρα; 키릴 문자: Ла́вра)는 본래 한 곳의 성당과 때때로 중심부에 리펙트리가 있는 은수자를 위한 수도실들 또는 동굴들의 한 집단을 의미한다. 이 용어는 그리스어로 "통로" 또는 "오솔길"에서 파생되었다.

## 역사
라브라의 생활 방식은 근처의 소도시와 같은 이름의 니트리아라고 알려진 부지가 있는 니트리아 사막에 있는 4세기의 수도실들의 정착지의 발생에 그 기원이 있다. 그 정착지는 생계를 위해 근처 소도시에 의지하며, 그 지역에 두루 흩어쳐 살았지만, 그들의 사제와 성당이 있는 600 명의 은수자들의 공동체였다. 성 대 에브티미오스(377년 ~ 473년)가 팔레스티나에 초기 라브라들 중에 한 곳을 설립하였다. 마르 사바라고 알려진 성 의인 사바스(532년 죽음)의 라브라는 기독교 세계에서 가장 고대 때부터 계속해서 기능하고 있는 수도원들 가운데 한 곳이다.
유사한 체계가 성 게라시모스에 의해 설립되었는데, 한 코에노비움을 두르는 70 채의 수도실들이 있었고, 수사들은 코에노비움에서 시간을 보낸 후에 다시 수도실들로 들어가는 돌아갔다. 주말에는 그들의 수도실에서 단지 돗자리를 깔고 적은 양의 음식으로 밧줄들과 바구니들을 만들기 위한 종려나무 가지들과 시간을 보냈다. 토요일에 그들은 그들의 수공일을 코에노비움으로 가져왔고, 다함께 성찬예배를 행했으며, 일요일 저녁에 그들의 수도실로 돌아갔다. 수도실들은 개방되어 있었고, 만일 수도실이 비어 있다면, 어려움에 처한 사람이 원한다면 얼마든지 그 수도실을 차지할 수 있었다. 한 라브라에는 그 라브라의 바깥 세상과 접촉할 수 있는 한 명의 사제가 있었고, 최소한 두명의 보제들이 있었다.
러시아 정교회의 가장 크고 중요한 수도원들은 라브라들로 불리며 모스크바 총대주교에 직속된다. 1721년에, 이 라브라들은 신성종무회의에 종속되었다. 963년에 아토스의 아타나시오스에 의해 설립된 대 라브라는 성산 아토스에서 가장 오래된 수도원이다.

## 라브라들의 목록
- 조지아 정교회
  - 다비트 가레자 라브라(1505년 ~)[출처 필요]

- 그리스 정교회
  - 성 삽바스 라브라(마르 사바)(532년)
- 아토스산에 있는 메기스티 라브라(10세기 ~): 대 라브라
- 아기아 라브라

- 폴란드 정교회
  - 수프라실 라브라(1505년 ~)[출처 필요]

- 러시아 정교회
  - 성삼위일체-성 세르기오스 라브라(1337년 ~): 모스크바 근교 세르기예프 포사드
  - 성삼위일체-성 알렉산드로스 넵스키 라브라(1713년 ~): 상트 페테르부르크

- 우크라이나의 동방전례 천주교회
  - 우닙시카 라브라(1898년 ~): 스투디온 전례의 성모 우니브 성모안식 라브라

- 우크라이나 정교회 (모스크바 총대교구)
  - 키예프 동굴 라브라(1051년 ~)
  - 포차예프 성모안식 라브라(1240년 ~)
  - 성산 라브라(1526년 ~)

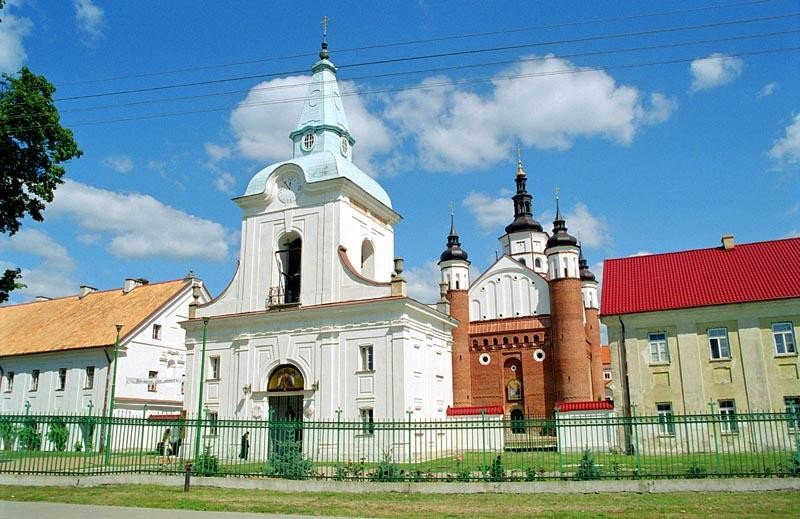
폴란드 수프라실 라브라
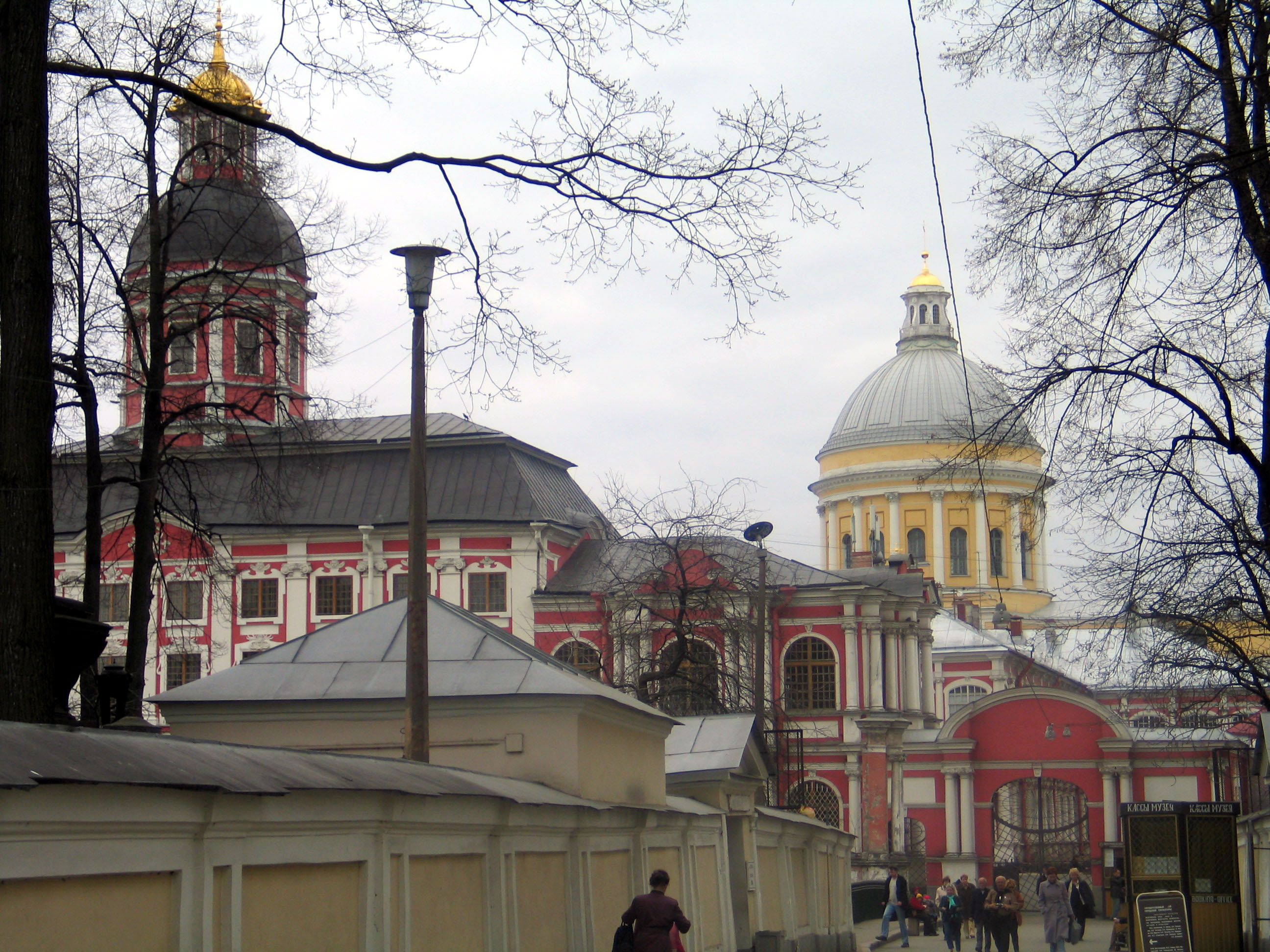
러시아 알렉산데르 넵스키 라브라
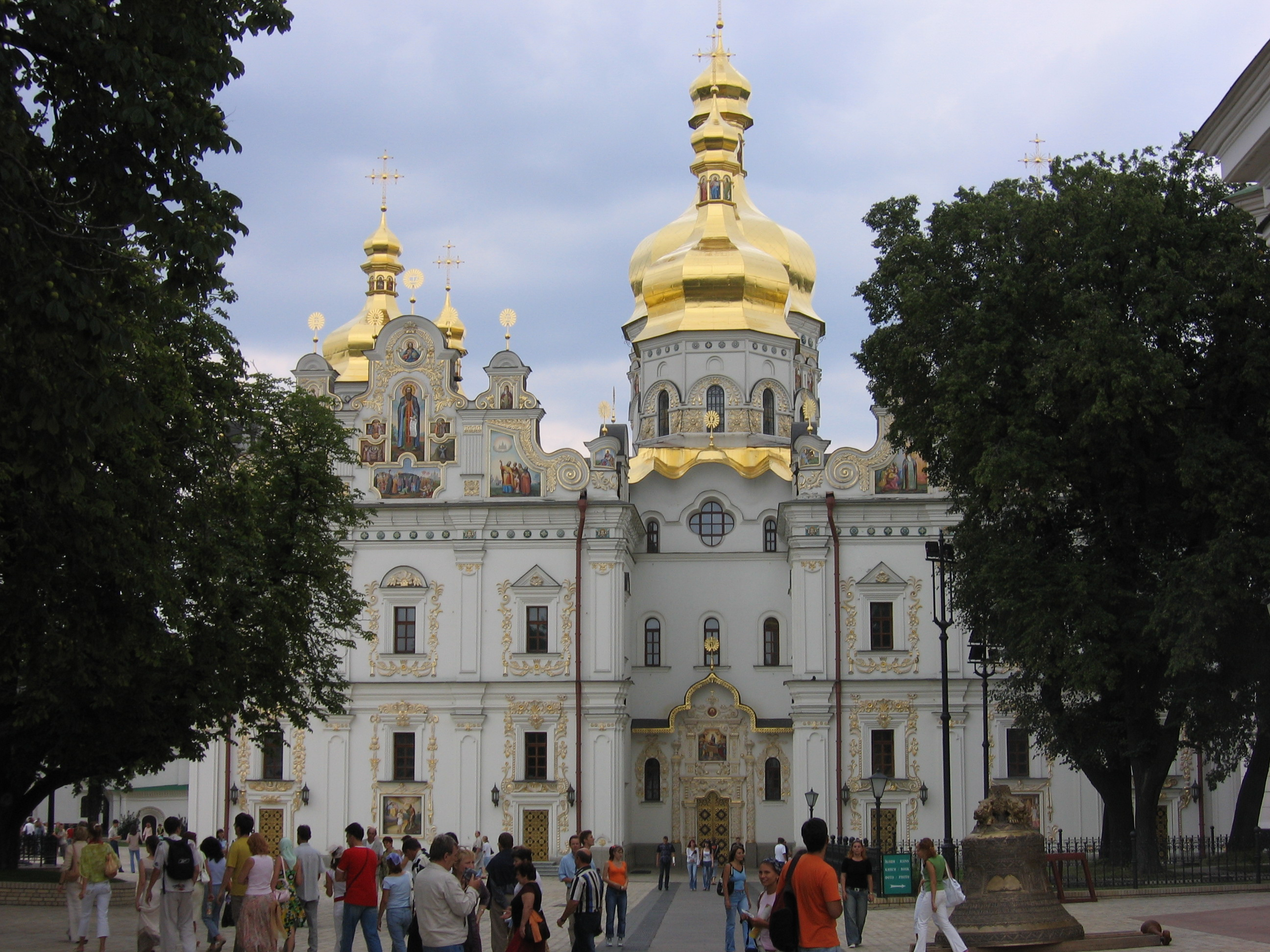
우크라이나 키예프 페체르스카야 라브라
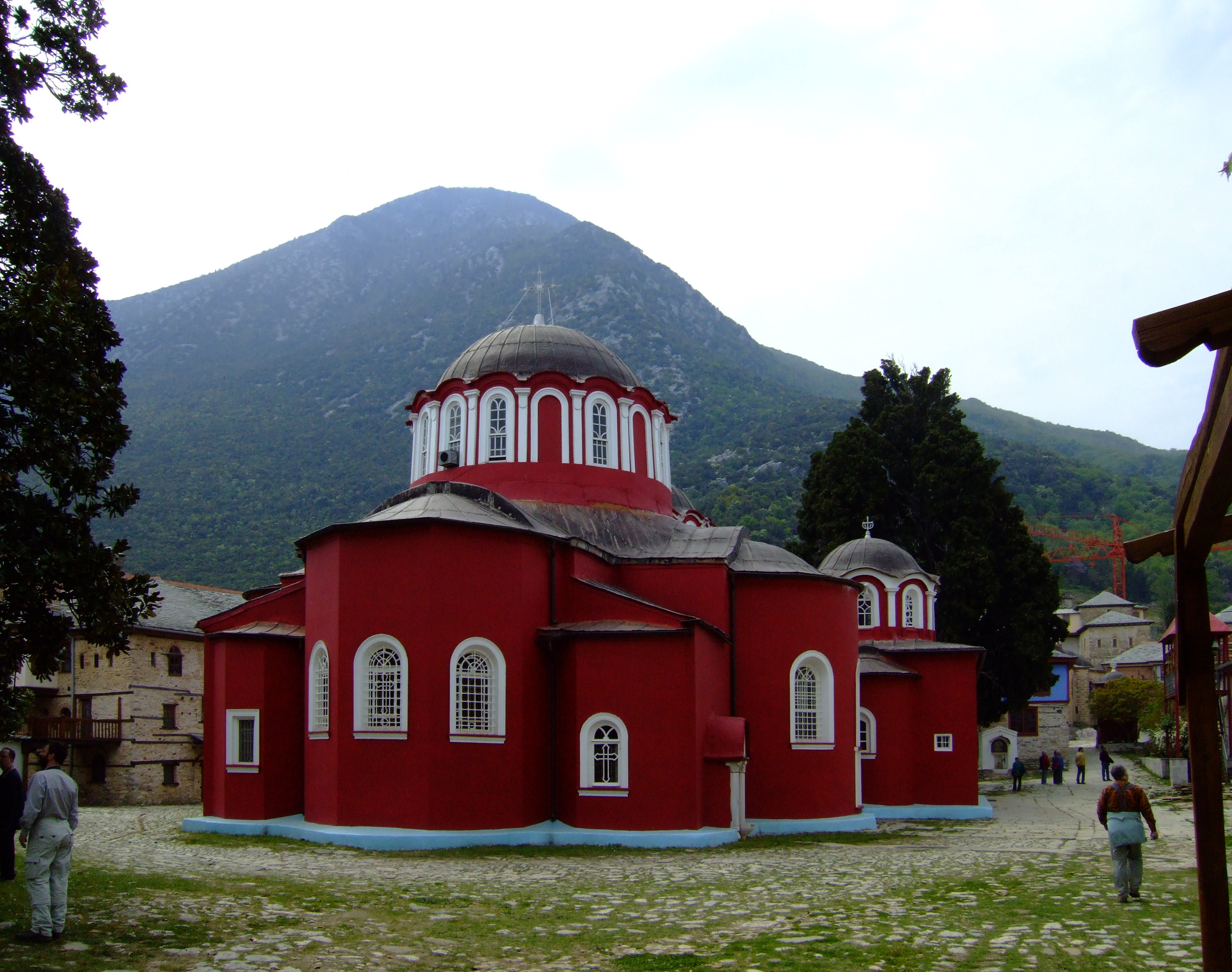
그리스 대 라브라
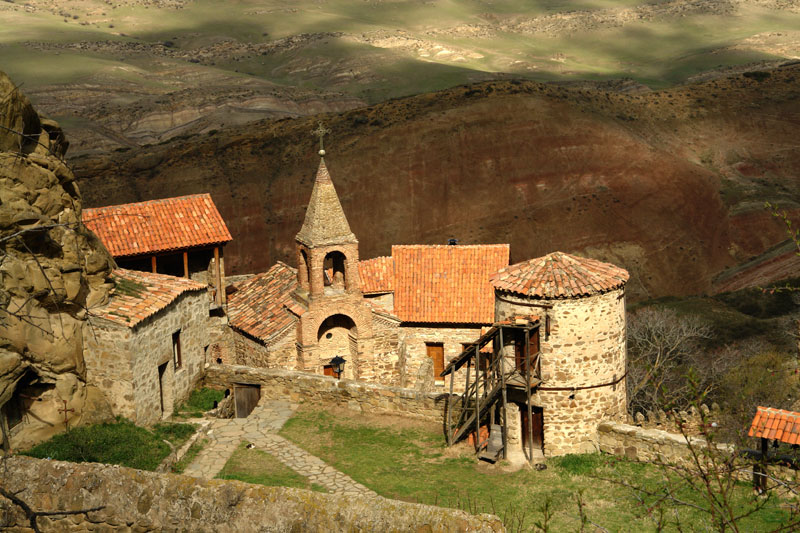
그루지야(조지아) 다비트 가레자 라브라
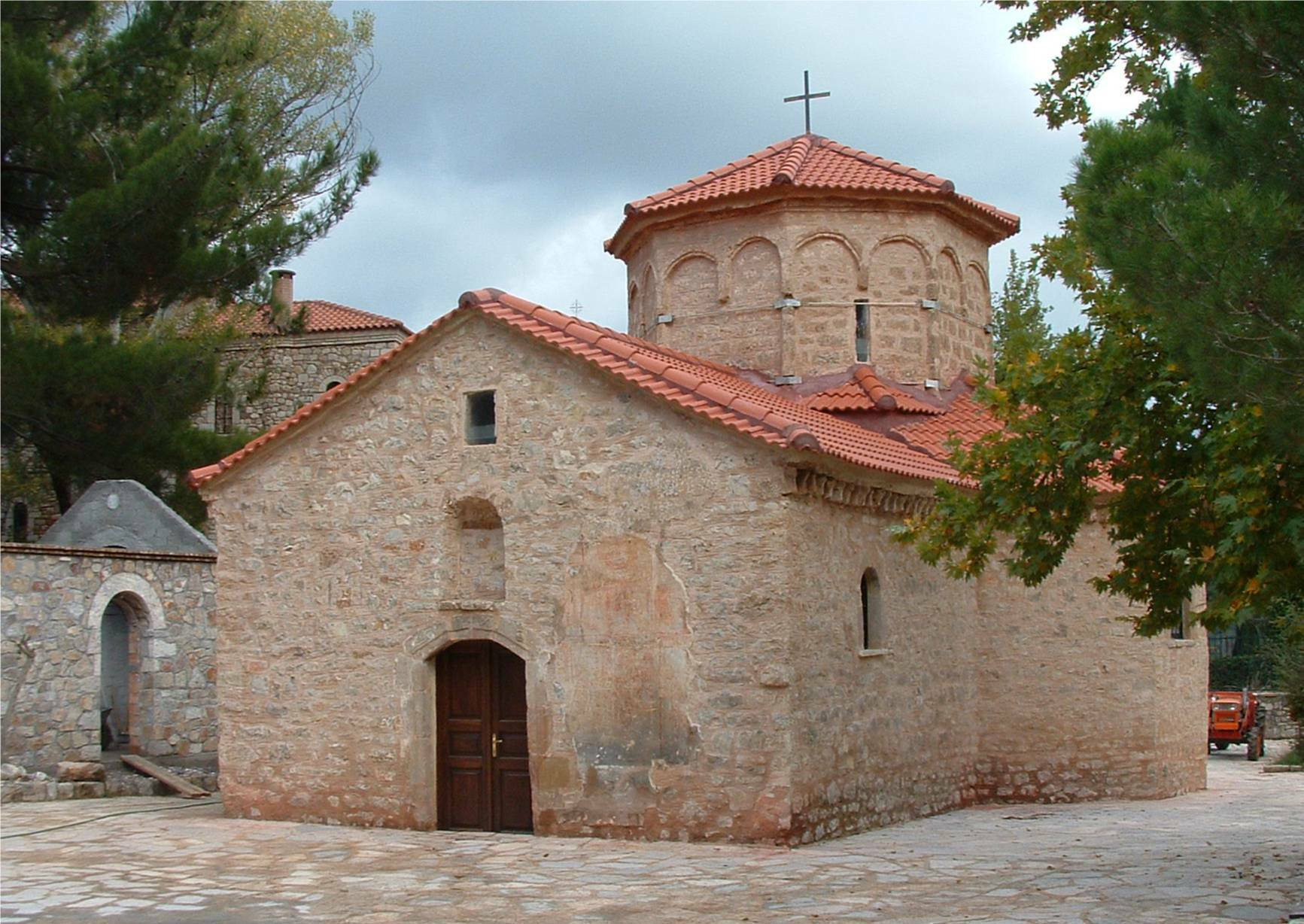
그리스 아기아 라브라
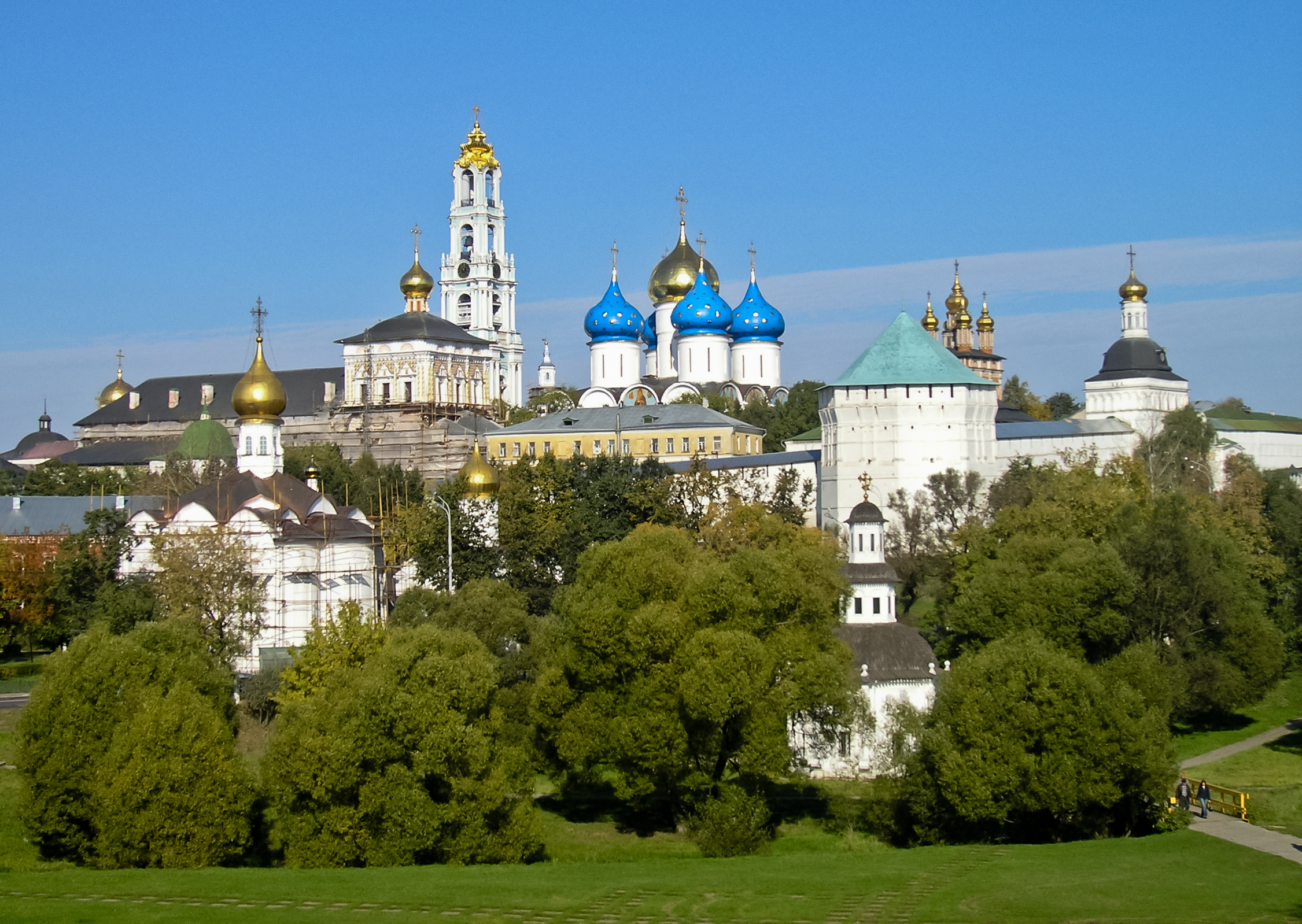
러시아 트로이체세르기예바 라브라
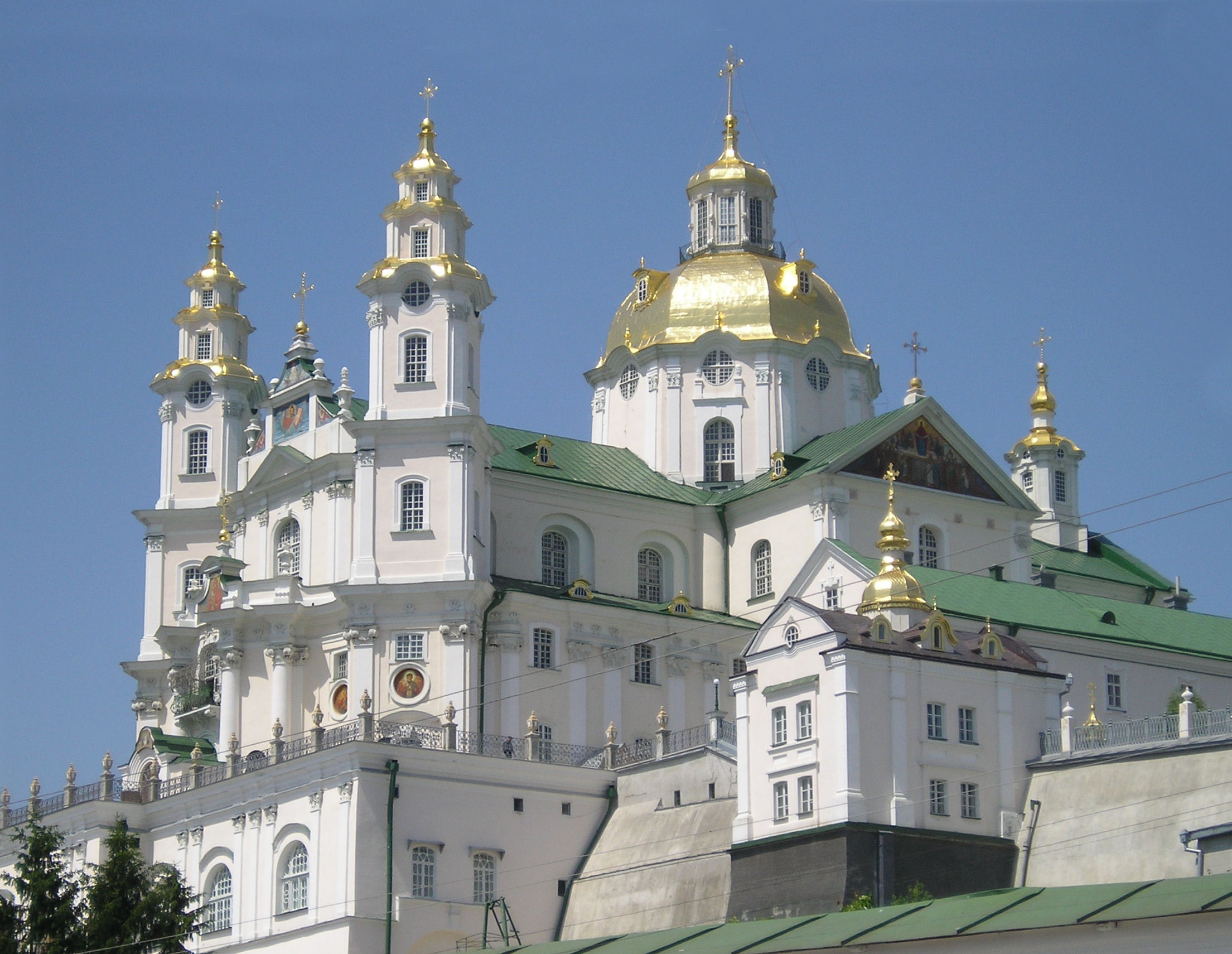
우크라이나 포차이브 라브라

## 같이 보기
- 코에노비움 (수도원)
- 은수처
- 스케테

## 참고 문헌
- Parry, Ken; David Melling (editors) (1999). 《The Blackwell Dictionary of Eastern Christianity》. Malden, MA.: Blackwell Publishing. ISBN 0-631-23203-6.